# Lobocheilos lucas
Lobocheilos lucas és una espècie de peix cipriniforme de la família dels ciprínids.